# Kvastlosta
Kvastlosta (Bromus scoparius) är en gräsart som beskrevs av Carl von Linné. Kvastlosta ingår i släktet lostor, och familjen gräs. Inga underarter finns listade i Catalogue of Life.

## Bildgalleri

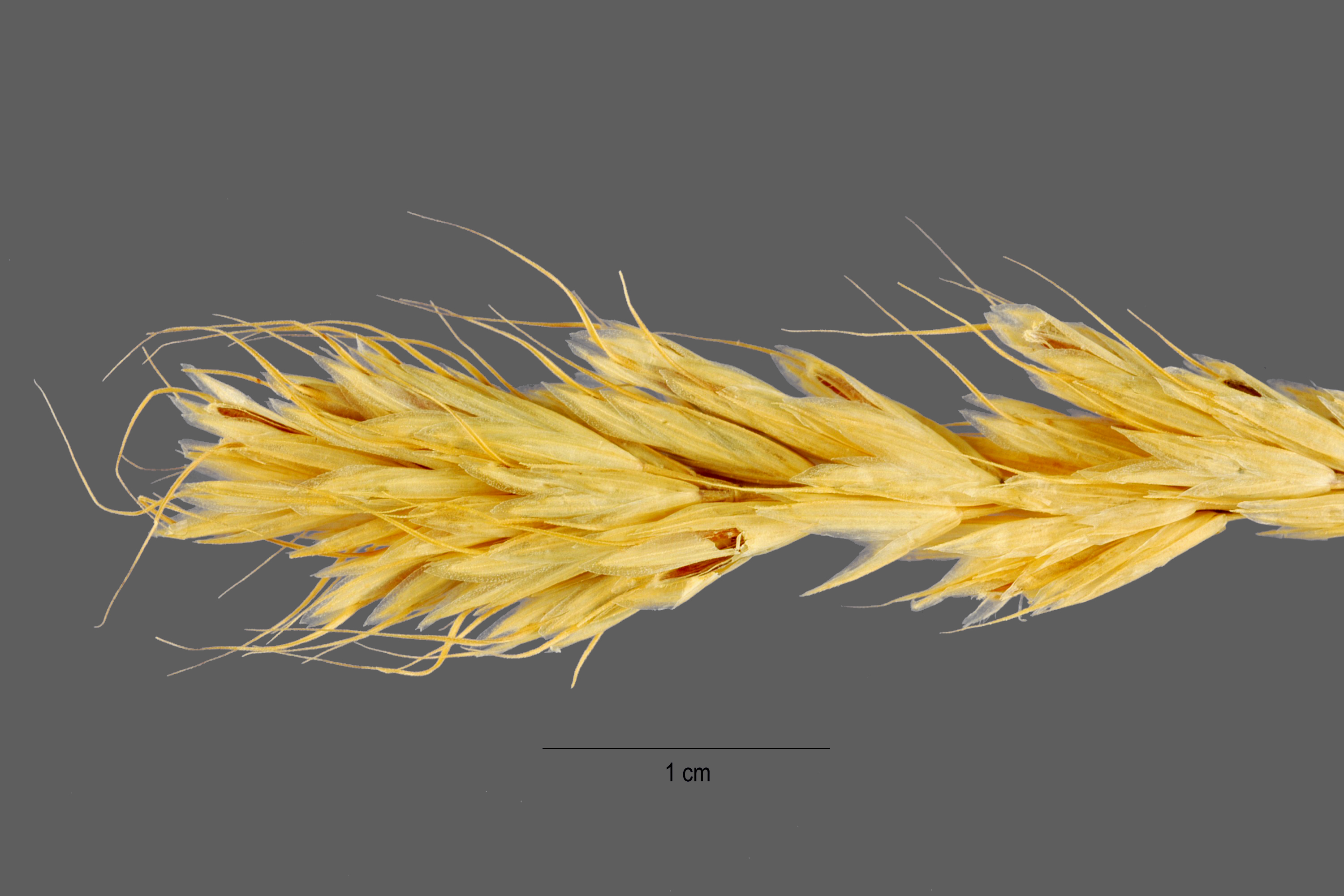